# 10323 Frazer
10323 Frazer eller 1990 VW6 är en asteroid i huvudbältet som upptäcktes den 14 november 1990 av den belgiske astronomen Eric W. Elst vid La Silla-observatoriet. Den är uppkallad efter James George Frazer.
Asteroiden har en diameter på ungefär 4 kilometer.